# Leonhard Key
Carl Leonhard Key, född den 5 september 1869 i Korsberga församling, Jönköpings län, död den 26 december 1920 i Härnösand, var en svensk sjömilitär. Han var bror till Kerstin Key.
Key blev underlöjtnant vid flottan 1892, löjtnant där 1895 och kapten vid kustartilleriet 1901. Efter att ha beviljats avsked med tillstånd att som lönlös kvarstå i regementet 1905 inträdde han åter vid regementet 1906. Key befordrades till major 1908. Som sådan var han bataljonschef och befälhavare på Vaxholms fort innan han 1919 blev kommendant i Hemsö fästning.  Key invaldes som ledamot av Örlogsmannasällskapet 1902. Han blev riddare av Svärdsorden 1913. Key vilar på Norra begravningsplatsen utanför Stockholm.